# Dúdí Szela
Dúdí Szela (héber betűkkel: דודי סלע, izraeli angol átírással Dudi Sela; Kirjat Smóná, Izrael; 1985. április 4. –) román származású izraeli hivatásos teniszező. Eddigi karrierje során egy ATP-döntőt játszott, ahol Andy Roddicktól szenvedett vereséget.

## ATP-döntői

### Egyéni

#### Elvesztett döntői (1)
|   | Dátum                | Torna              | Borítás | Ellenfél a döntőben | Eredmény a döntőben |
| 1 | 2008. szeptember 28. | China Open, Peking | Kemény  | Andy Roddick        | 4-6, 7-6(6), 3-6    |